# Notre-Dame-d’Évron (Évron)

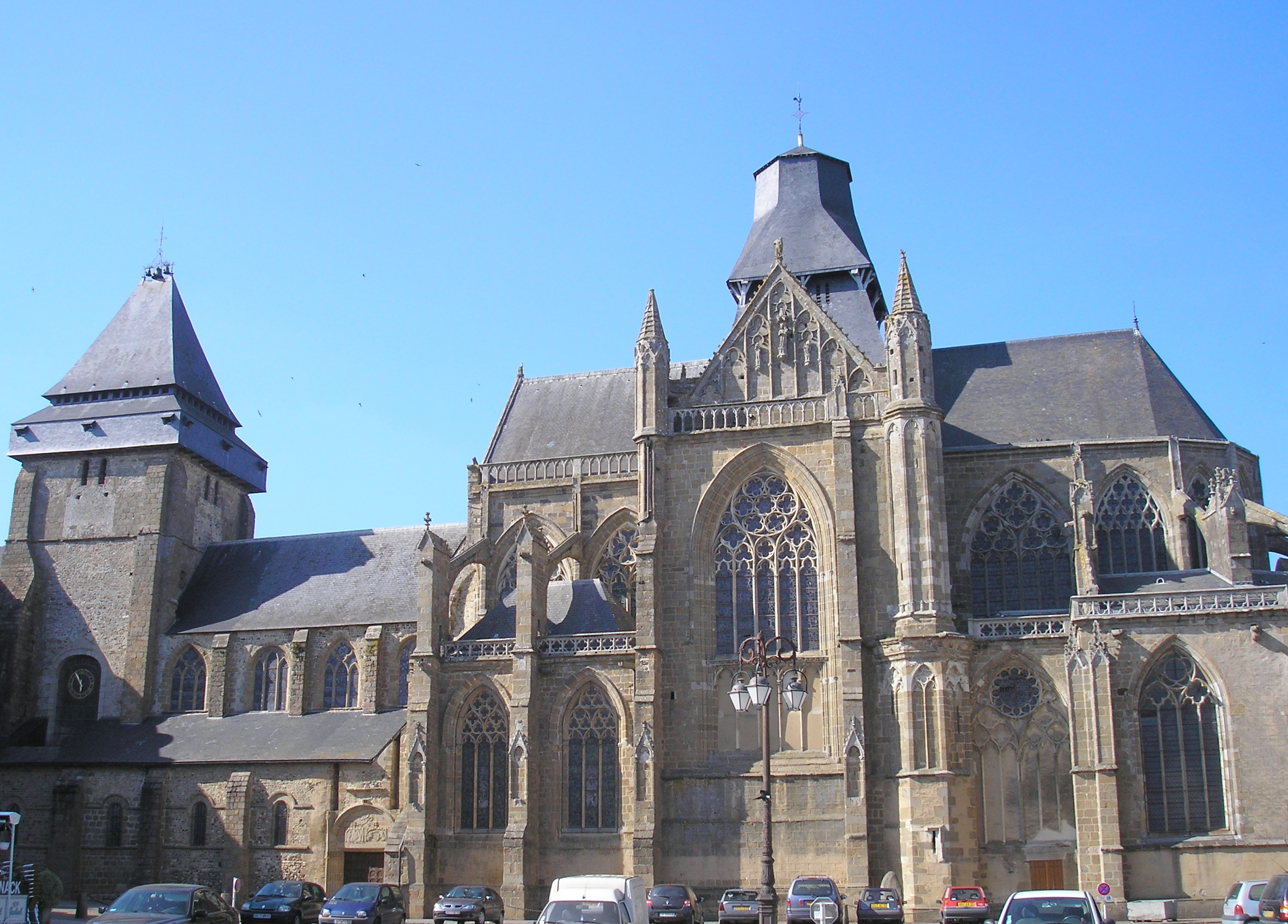
Basilika Notre-Dame-d‘Évron

Die Basilika Notre-Dame-d’Évron (auch: Notre-Dame de l’Épine) ist ein römisch-katholischer Kirchenbau in Évron im Bistum Laval in Frankreich. Sie ist seit 1840 als Monument historique eingestuft. Die Kirche ist dem Patronat Unserer Lieben Frau anvertraut (wörtlich: Maria Dorn, lateinisch: spina, französisch: épine).

## Geschichte und heutiger Zustand
Die Kirche verdankt ihre Entstehung der im 7. Jahrhundert gegründeten Benediktinerabtei Évron. Auf die in der Französischen Revolution geschlossene Maurinerabtei folgte 1803 die Kongregation Sœurs de la charité de Notre-Dame d'Évron. Seit 2014 belegt die Gemeinschaft Sankt Martin das Hauptgebäude der Abtei und stellt auch die Priester der Pfarrei Paroisse Notre Dame en Coëvrons, für die die ehemalige Abteikirche als Pfarrkirche dient.
Der heutige domähnliche Kirchenbau besteht aus einem mächtigen Vierungsturm aus dem 11. Jahrhundert, einem 2 Bögen langen romanischen Kirchenschiff aus dem 12. Jahrhundert und dem spätgotischen Hauptteil aus dem 14. Jahrhundert mit Schiff, Querhaus (überragt von einem Helmturm) und Chor. Der Guide Vert spricht von einem „ensemble élégant“. Besondere Aufmerksamkeit verdient die Kapelle Notre-Dame-de-l’Épine aus dem 12. Jahrhundert.
Papst Pius XII. erhob die Kirche 1939 zur Basilica minor.